# 高木站 (廣島縣)
高木站（日语：／ Takagi eki */?）是位於廣島縣府中市高木町，西日本旅客鐵道（JR西日本）的福鹽線車站。

## 歷史
- 1914年（大正3年）7月21日 - 兩備輕便鐵道開業，高木停留場啟用。
  - 當時車站位於廣島縣蘆品郡國府村大字高木。
- 1926年（大正15年）6月26日 - 兩備輕便鐵道改名為兩備鐵道。
- 1933年（昭和8年）
  - 9月1日 - 兩備鐵道被國有化，同時升級至車站，成為國有鐵道福鹽線的高木站[1]。
  - 11月15日 - 福鹽北線開通，使與福鹽線改名為福鹽南線。
- 1938年（昭和13年）7月28日 - 府中站至上下站之間開通，使福鹽北線和福鹽南線合併成為福鹽線。
- 1954年（昭和29年）3月31日 - 隨著府中市成立，車站地址變為廣島縣府中市高木町。
- 1970年（昭和45年）12月10日 - 成為無人車站（簡易委託化）。
- 1987年（昭和62年）4月1日 - 伴隨國鐵分割民營化，車站由西日本旅客鐵道（JR西日本）營運。

## 車站構造
車站是一座地面車站，設有1面1線的單式月台。前往府中方向的列車會開啟右邊車門。月台靠近新市一端設有斜道出入口，月台中央附近也設有樓梯出入口。
此站是由福山站管理的無人車站。月台上設有候車室和自動售票機，此站不可使用ICOCA。

## 利用狀況
以下為近年1日平均乘車人次列表
| 年度               | 1日平均 乘車人次 |
| ------------------ | ---------------- |
| 1996年（平成08年） | 269              |
| 1997年（平成09年） | 251              |
| 1998年（平成10年） | 225              |
| 1999年（平成11年） | 215              |
| 2000年（平成12年） | 198              |
| 2001年（平成13年） | 188              |
| 2002年（平成14年） | 196              |
| 2003年（平成15年） | 190              |
| 2004年（平成16年） | 189              |
| 2005年（平成17年） | 204              |
| 2006年（平成18年） | 217              |
| 2007年（平成19年） | 223              |
| 2008年（平成20年） | 230              |
| 2009年（平成21年） | 231              |
| 2010年（平成22年） | 224              |
| 2011年（平成23年） | 231              |
| 2012年（平成24年） | 237              |
| 2013年（平成25年） | 260              |
| 2014年（平成26年） | 234              |
| 2015年（平成27年） | 241              |
| 2016年（平成28年） | 238              |
| 2017年（平成29年） | 254              |
| 2018年（平成30年） | 256              |
| 2019年（令和元年） | 264              |

## 車站周邊
- 府中市保健福祉綜合中心
- 7-11備後国府店
- 府中市立國府小學
- 新廣島養樂多販賣　府中中心
- Duskin（日语：ダスキン）福山　府中服務中心

## 相鄰車站
西日本旅客鐵道（JR西日本）
 福鹽線
新市－高木－鵜飼

## 注腳
1. ↑  日本《官報》第1998號「鐵道省告示第385號」，1933年8月28日：第800頁。
2. ↑  府中市統計要覧

## 外部連結
- 高木｜車站資訊：JR出門網 - 西日本旅客鐵道（日語）